# UEFA 유로 2016 폭력 사태

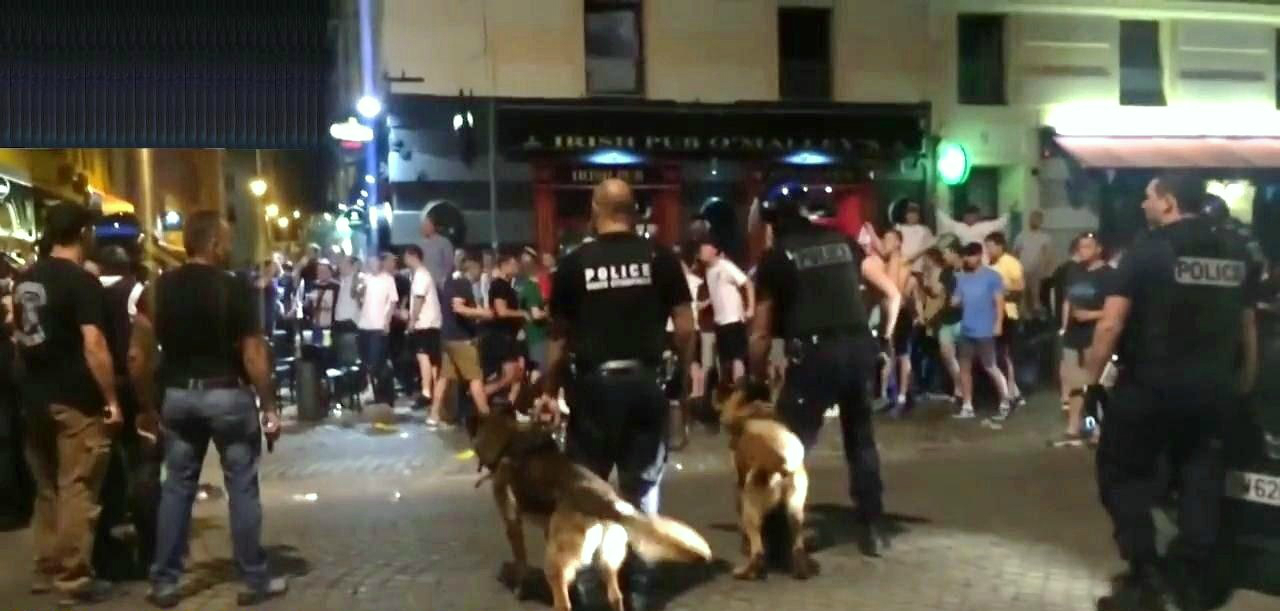

UEFA 유로 2016 폭력 사태는 UEFA 유로 2016 기간 동안 프랑스에서 훌리건들에 의해 일어난 일련의 팬 폭동 사태이다.